# Hajdúszoboszlói gyógyfürdő
A Hajdúszoboszlói gyógyfürdő 1927 óta működik a városban. Pávai-Vajna Ferenc fedezte fel.

## Fekvése
A hajdúszoboszlói gyógyfürdő a város üdülőövezetében a Bánomkertben helyezkedik el. A fürdő körül egy liget terül el. Két oldalról a József Attila utca és a Pávai Vajna Ferenc utca zárja le.

## Megközelíthetősége
A autóval várost elkerülő 4-es főúton Hajdúszoboszló keleti, vagy nyugati részén a Belvároson keresztül a Bánomkertig.
Busszal könnyen megközelíthető, hiszen a fürdőhöz közel helyezkedik el a buszpályaudvar.
Vonattal a vasútállomásig és onnan az 1-es, 1A vagy a 2-es busszal elérhető.

## Története
Hosszas tárgyalások után a város 1924-ben engedélyezte Pávai-Vajna Ferenc bányafőtanácsosnak és Pekár Dezső geofizikusnak. A kutatás lényegében arról szólt, hogy földgáz után kutassanak , bár Pávai már ekkor sejtette, hogy termálvíz is lehet a felszín alatt. Az úgynevezett Bánomkert délkeleti részén, a várostól északkeletre, 1925. október 26-án 1090 méter mélységből kitűnő minőségű földgáz tört fel, magával hozva a gyógyító erejű termálvizet, amely 73 Celsius-fokos, különös illatú, barnás színű, jódos és kénes összetételű. A városvezetés hamarosan felismerte a hőforrásban rejlő lehetőségeket, s a hatóságokkal folytatott, sokszor éles hangú tárgyalások után 1927 júliusára elkészült a fövenyfürdő, majd egy hévizes kádfürdő is. A város anyagi ereje azonban nem tette lehetővé a fejlesztést. Erre részvénytársaság alakult, amely 1928-ban megépítette az első vasbeton medencét. A belügyminiszter 1934-ben a hajdúszoboszlói fürdőt gyógyfürdővé nyilvánította.
Ezzel párhuzamosan indult meg a szállodák üdülőházak kiépítése a bánomkerti részben. A bevételnek és az üdülőtulajdonosok révén fejlődés és népesség-növekedés indult meg a városban.

(1925 Csillaghegyi fürdő volt az első!)
Hajdúszoboszló arról is híres, hogy 1937-ben itt nyitották meg Magyarország első és sokáig egyetlen hullámmedencéjét. Az élményelem hamar híres lett. A meghajtása is különleges mivel a hullámkeltő lapátokat egy présre tették amely körkörösen mozog és két erős kb. 0,7 kv-os villanymotor hajtja. A szerkezetet manuálisan, a helyszínen indítják el és állítják le. Az elfolyó víz hasznosítására 1939-ben csónakázótavat létesítettek, 1941-ben már volt kádfürdő, 1942-ben pedig pezsgőfürdő is.
A gyógyfürdőhöz csatlakozó 30 hektáros parkban az ország egyik legszebb strandját alakították ki - gyógy-, strand- és gyermekmedencékkel, hullám- és pezsgőfürdővel, nyitott és fedett versenyuszodával.  2000 nyarán nyílt meg az  Aquapark.

## Medencék
A felsorolt medencéken kívül találhatók súlyfürdők, kádmedencék, és egyéb meleg vizes medencék.

## Galéria

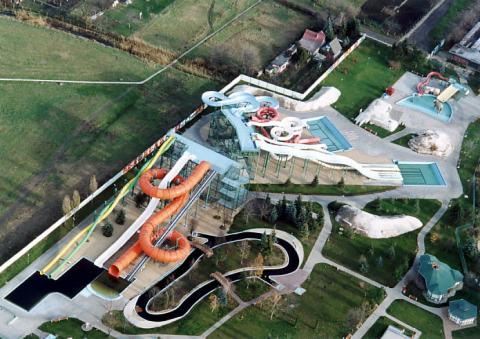
Az Aquapark
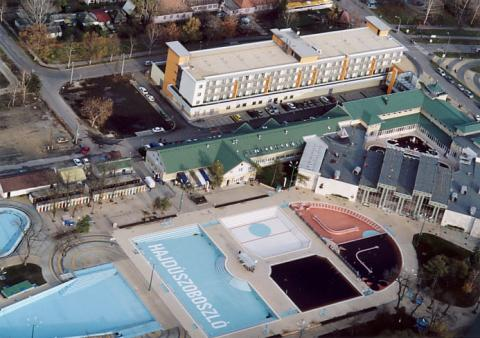
A strand és a gyógyfürdő medencéi
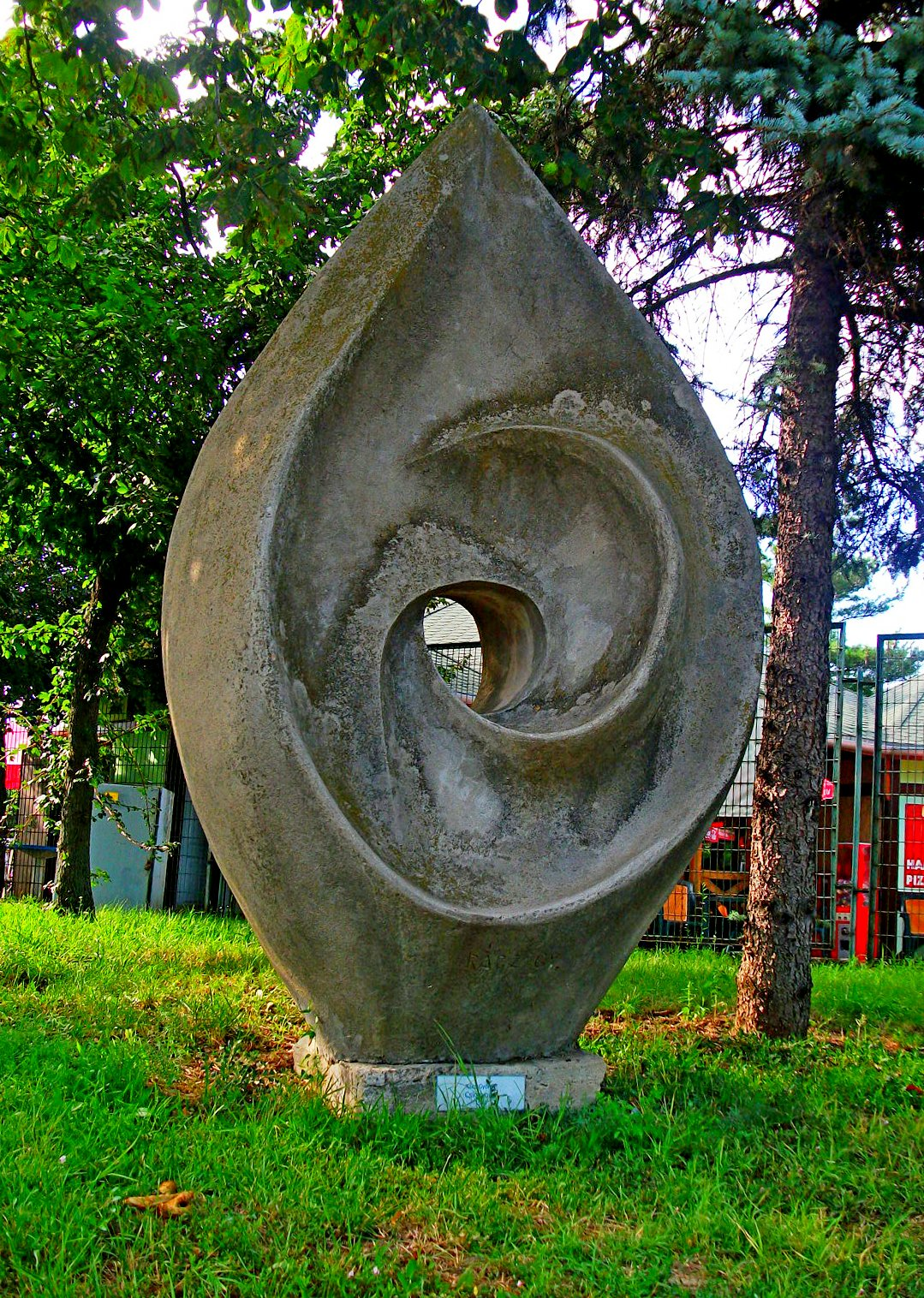
Csigavonal, Rácz György 1979-ben felállított alkotása a gyógyfürdő területén
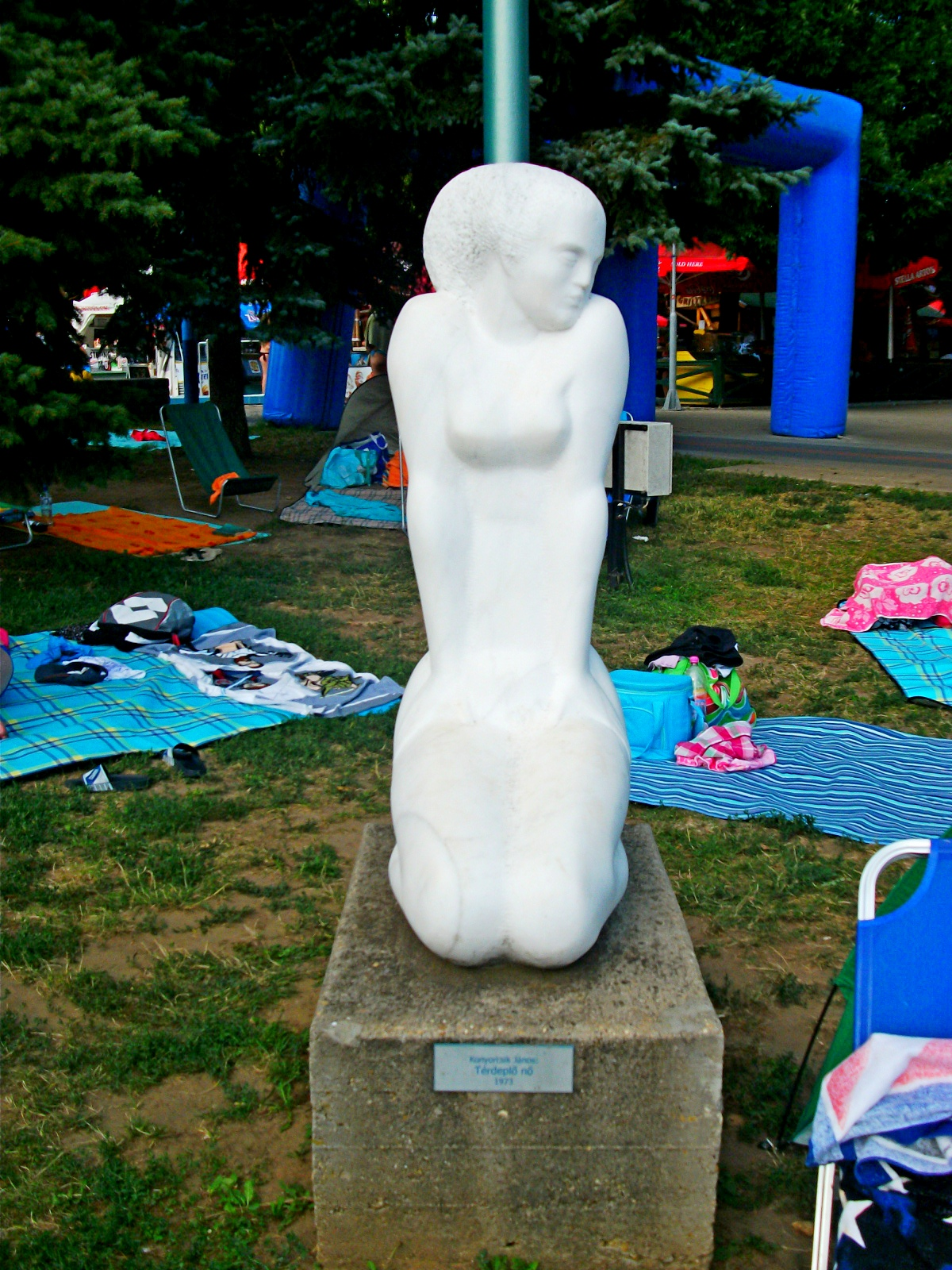
Térdelő nő, Konyorcsik János 1973-ban felállított alkotása a gyógyfürdő területén
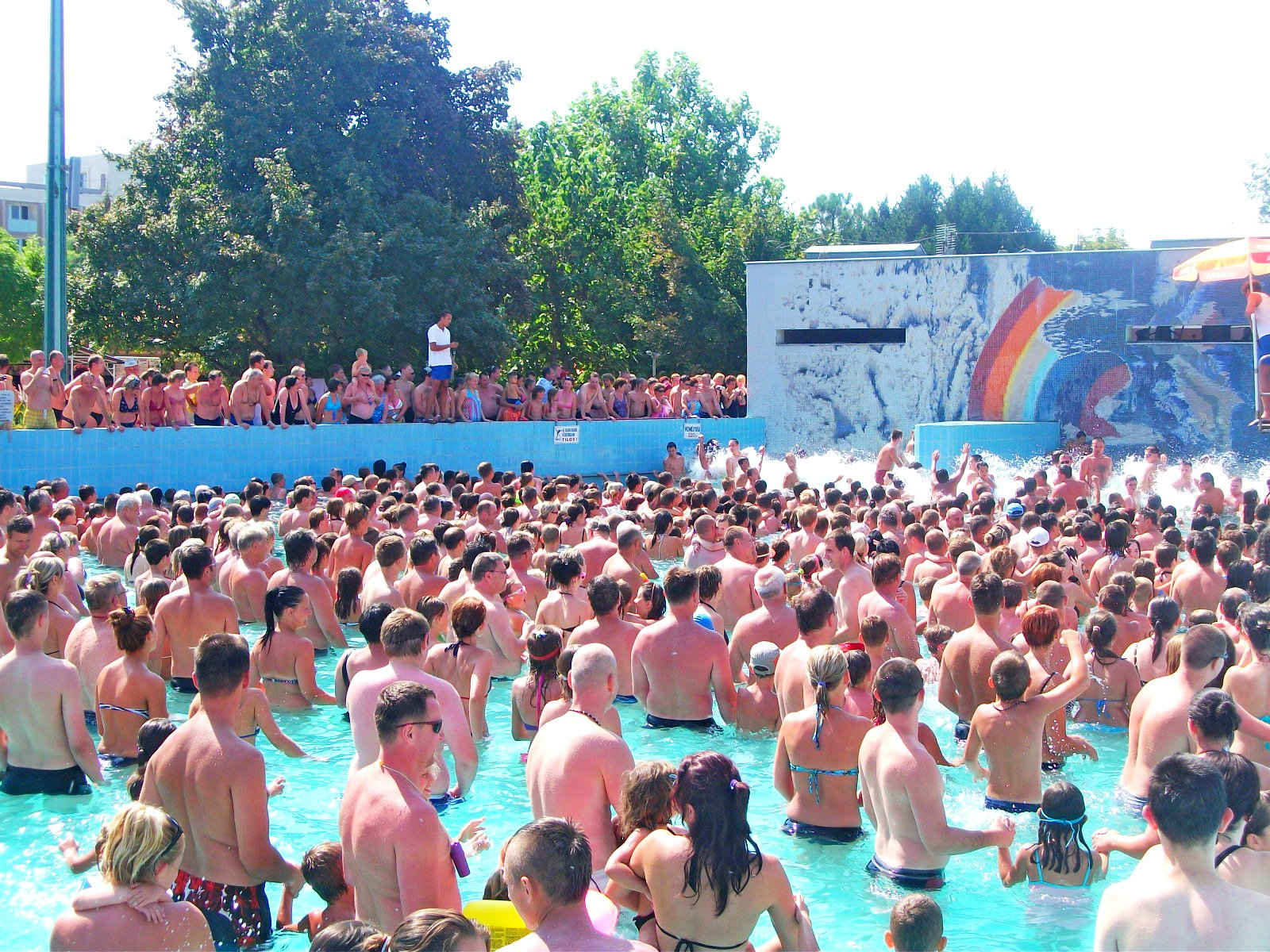
A hullámmedence
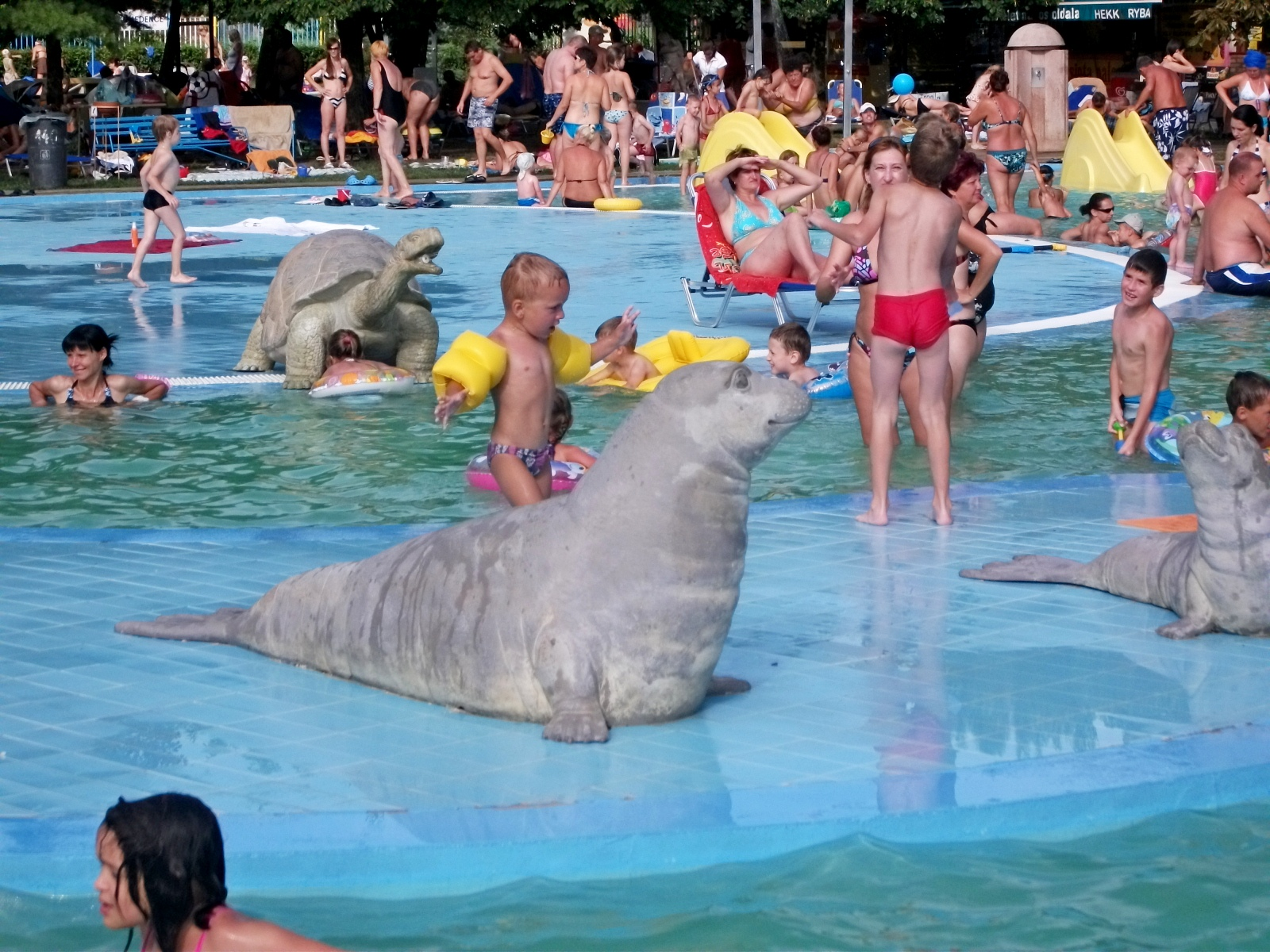
Gyermekmedence fókával, a háttérben teknősbékával
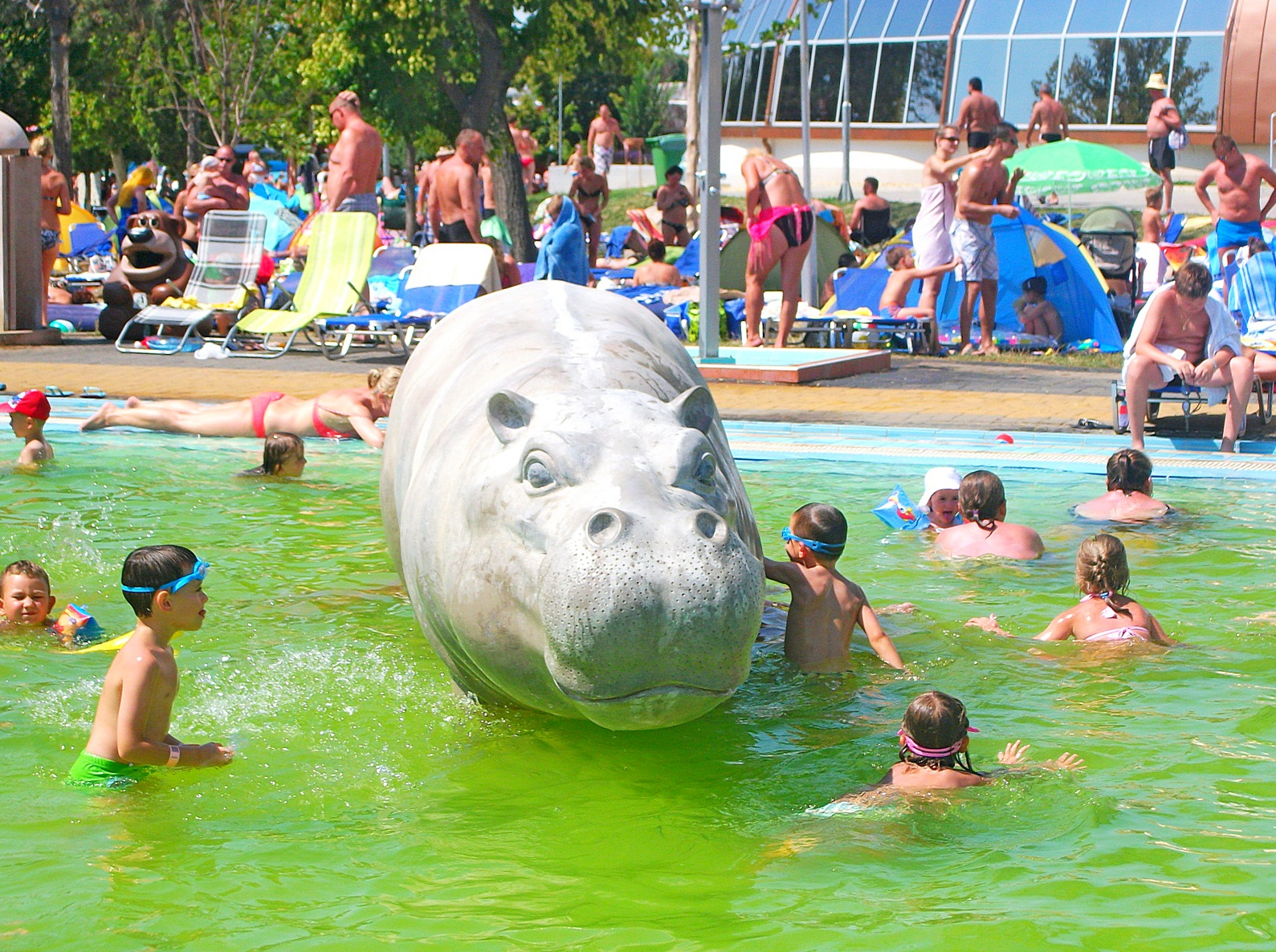
Gyermekmedence vízilóval
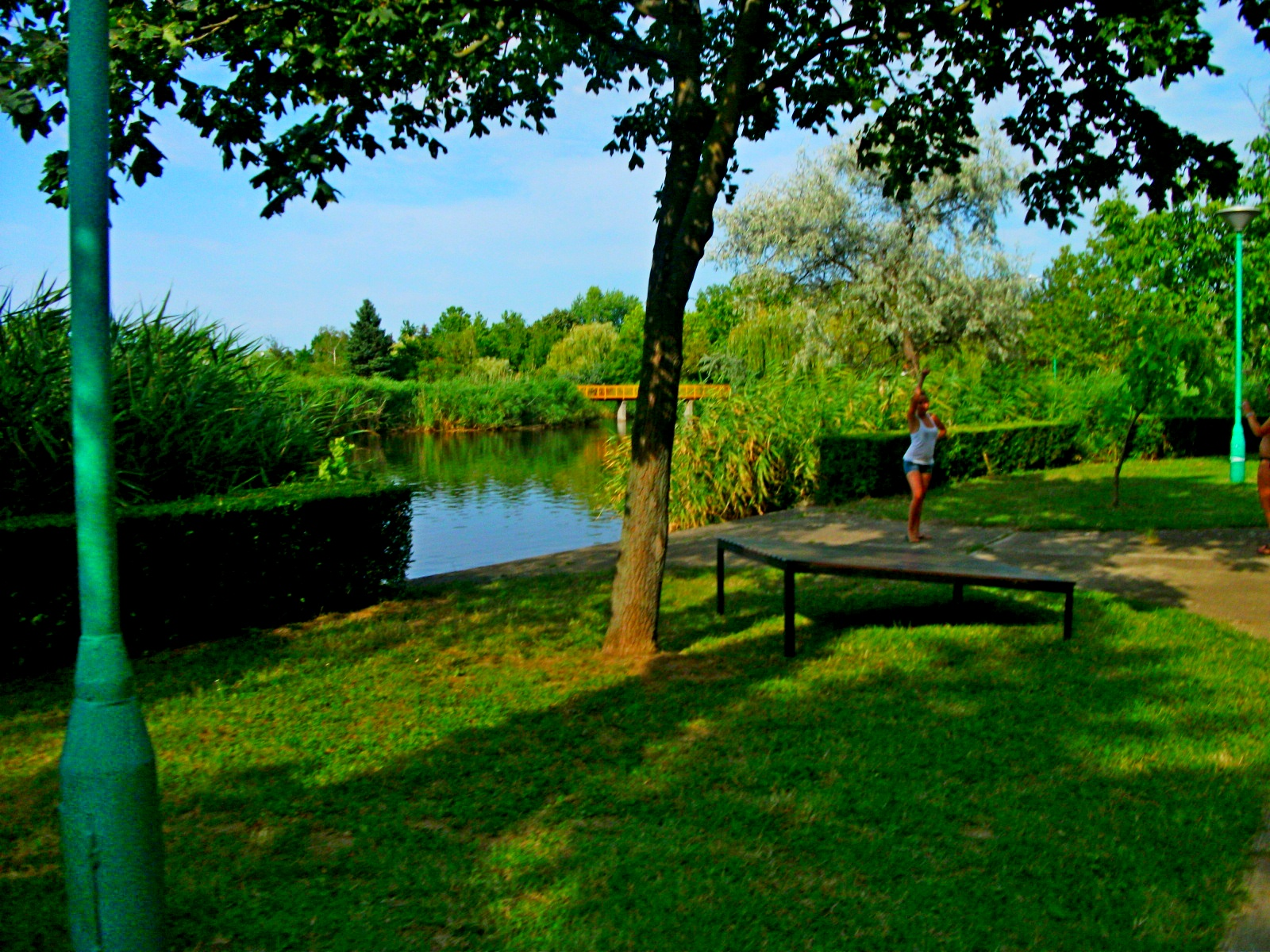
A csónakázótó a partról
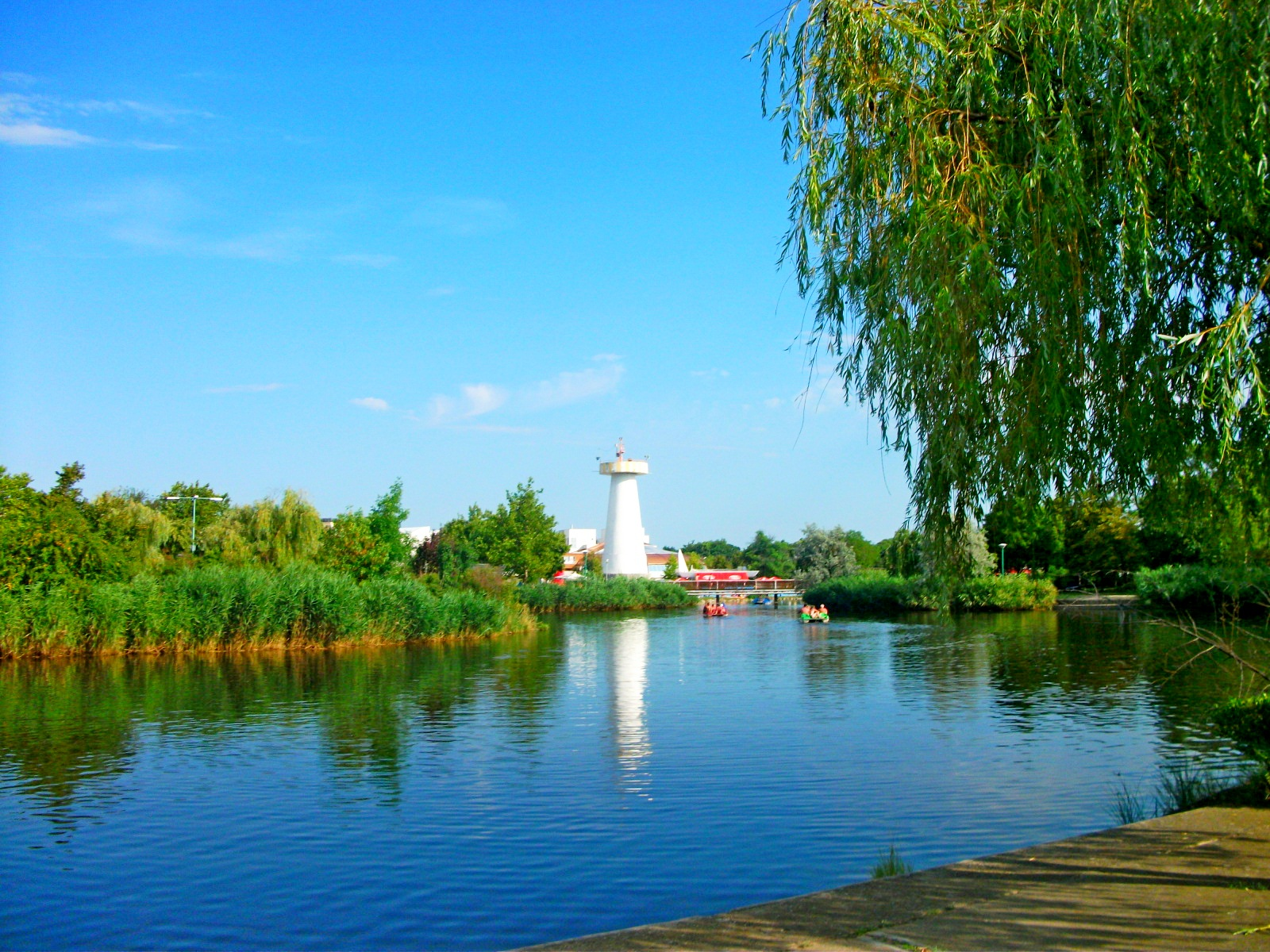
A csónakázótó
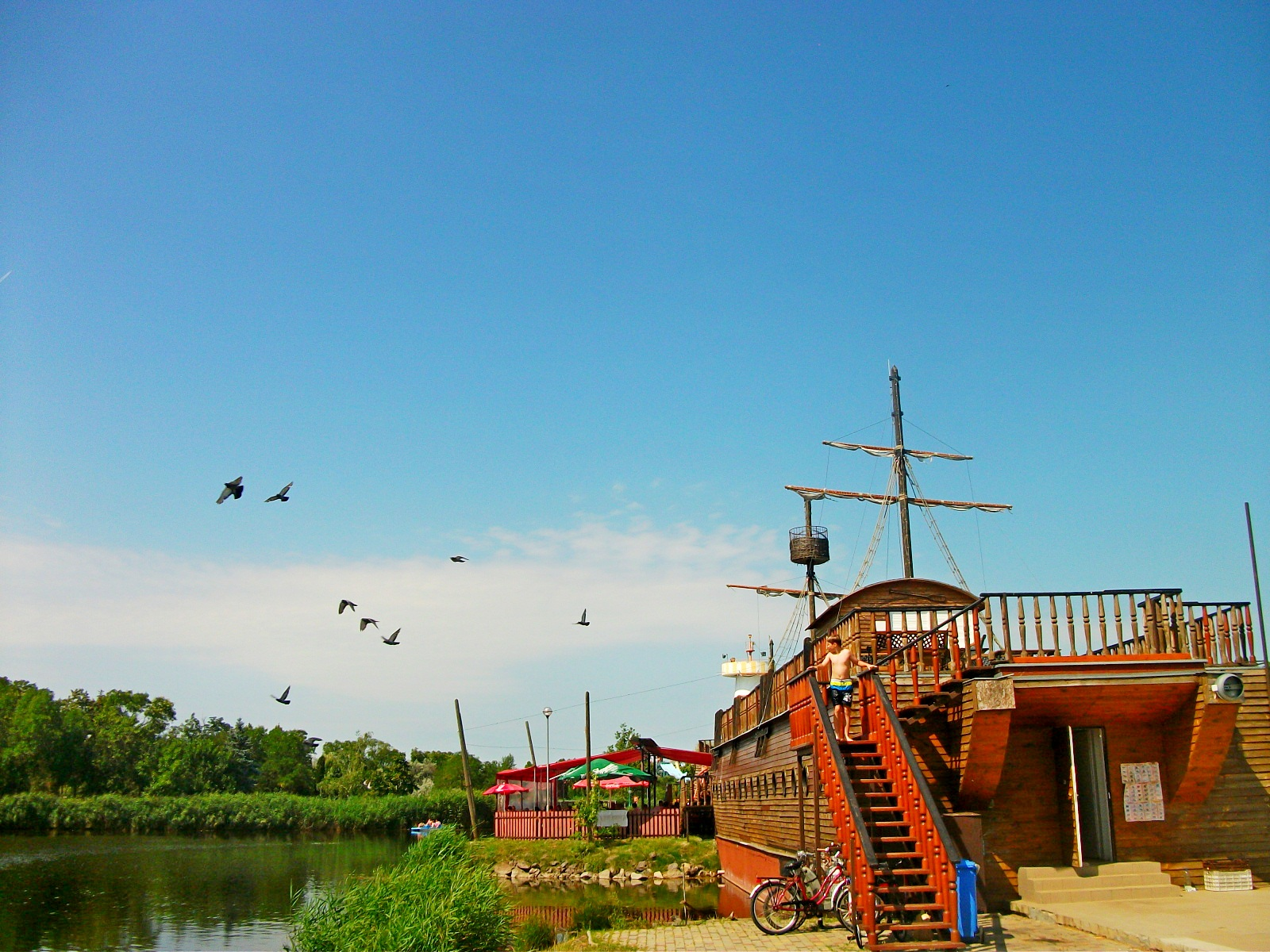
Kalózhajó a mediterrán parton
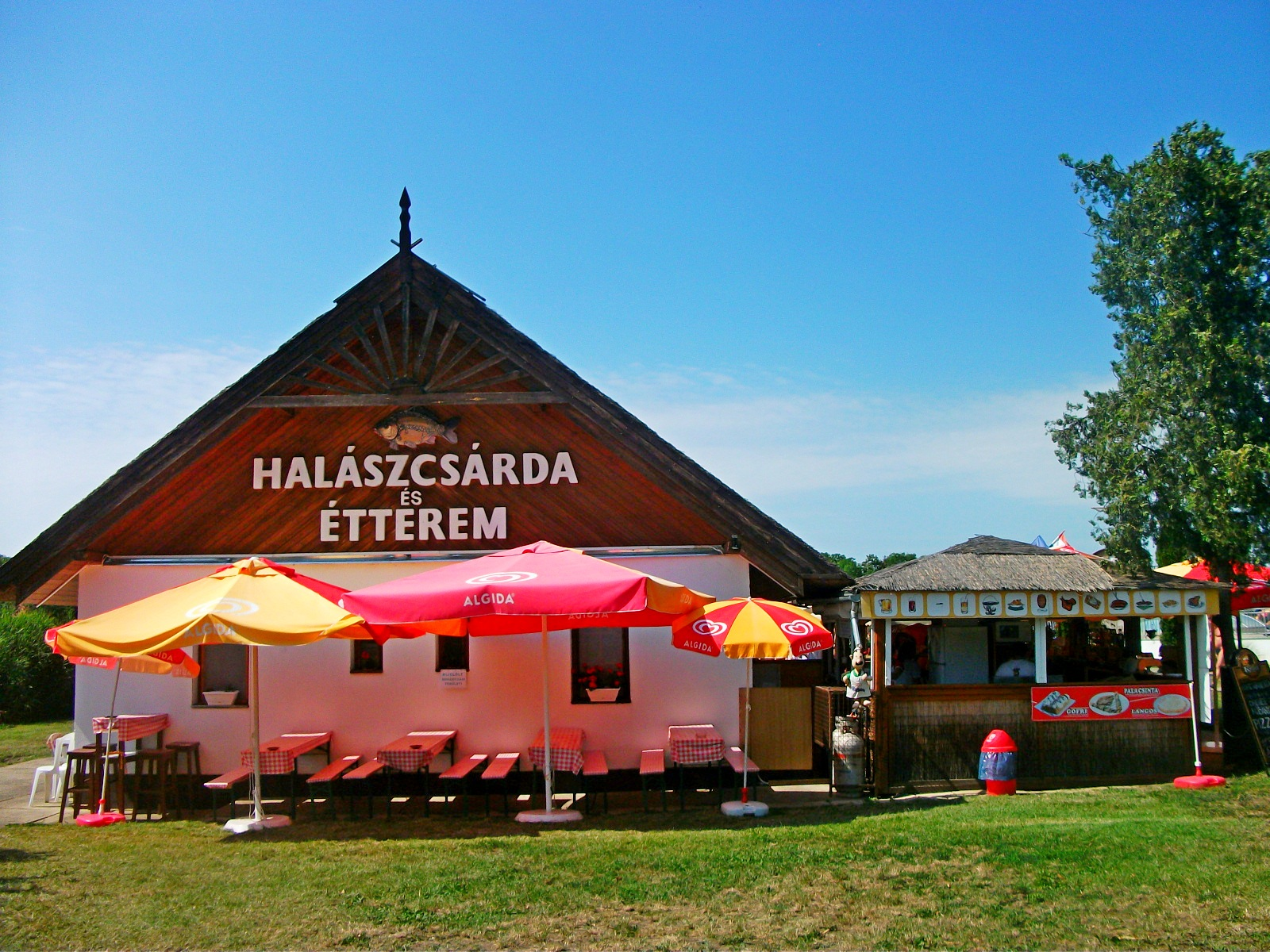
Halász Csárda és Étterem
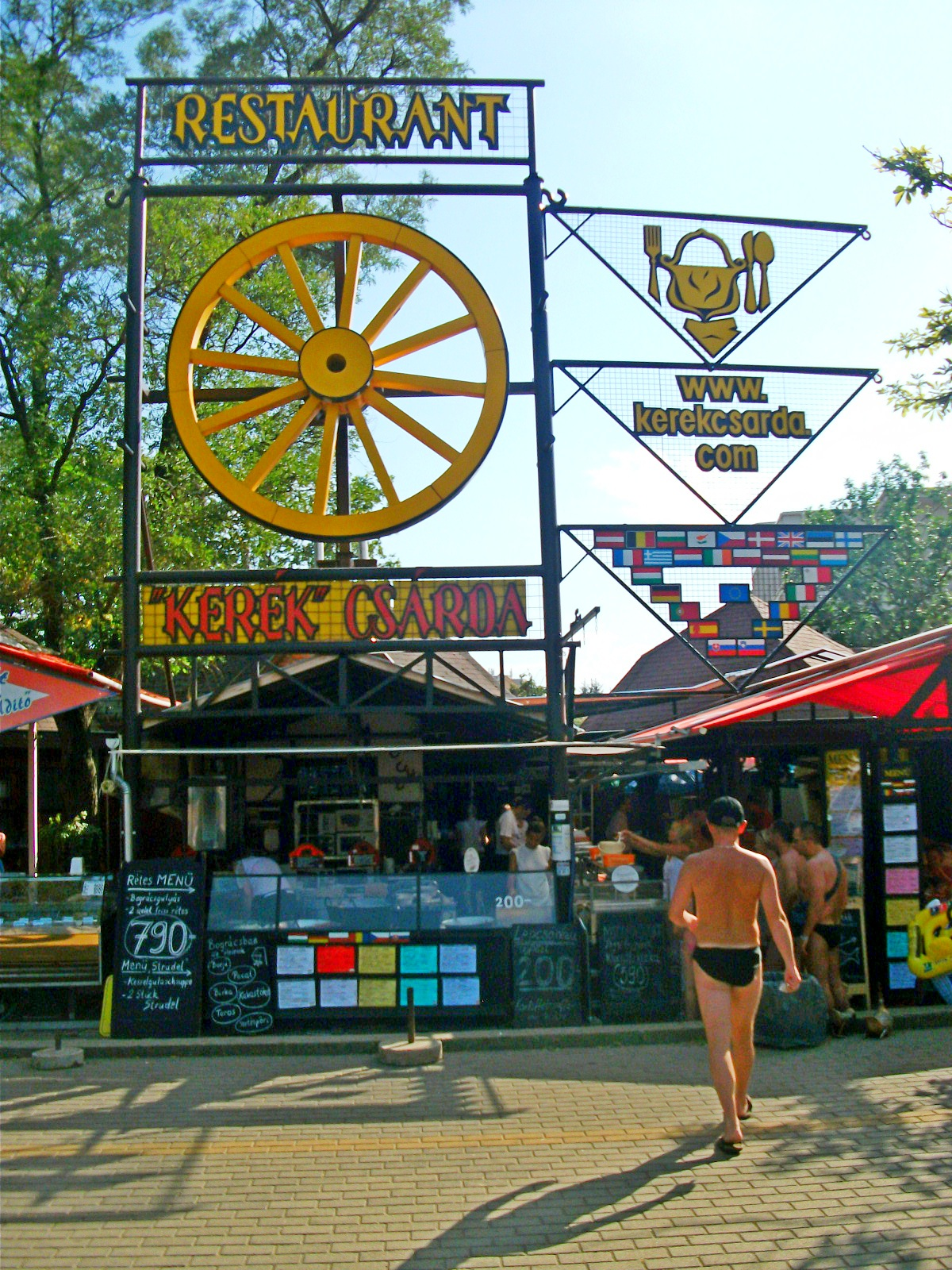
Kerék Csárda
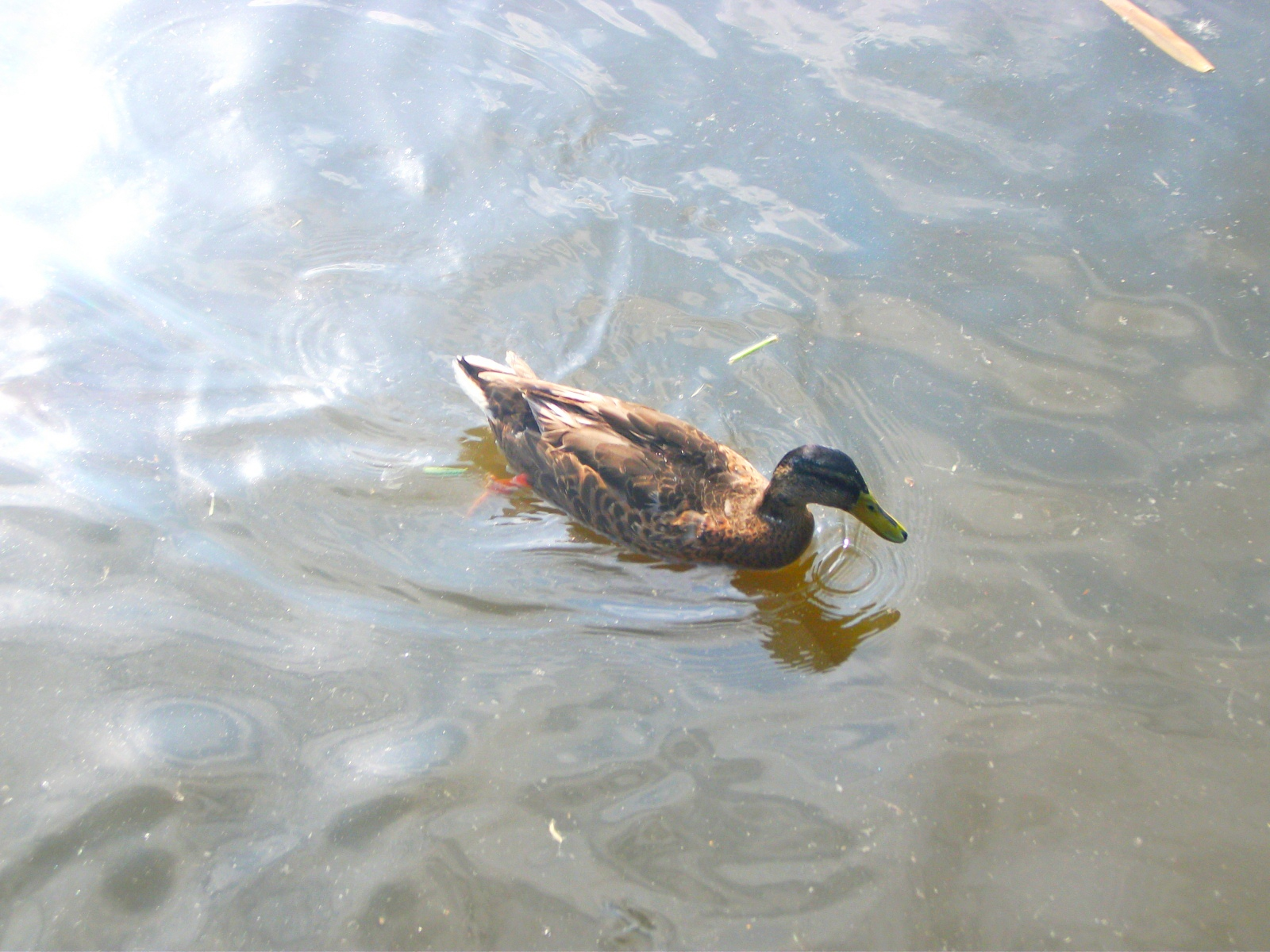
Nőstény tőkés réce (latinul: anas platyrhynchos) a csónakázótavon
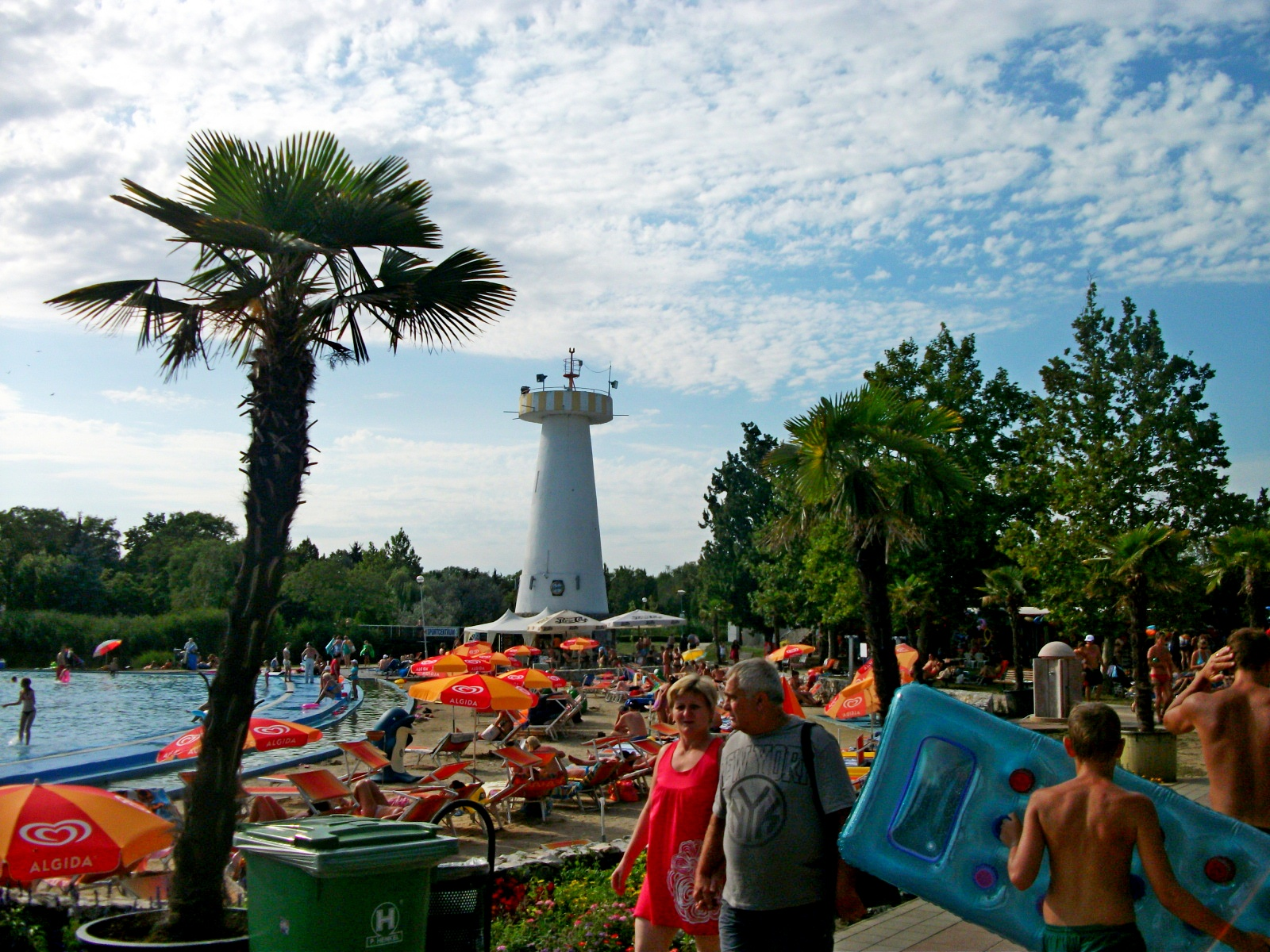
Mediterrán part, háttérben a világítótoronnyal
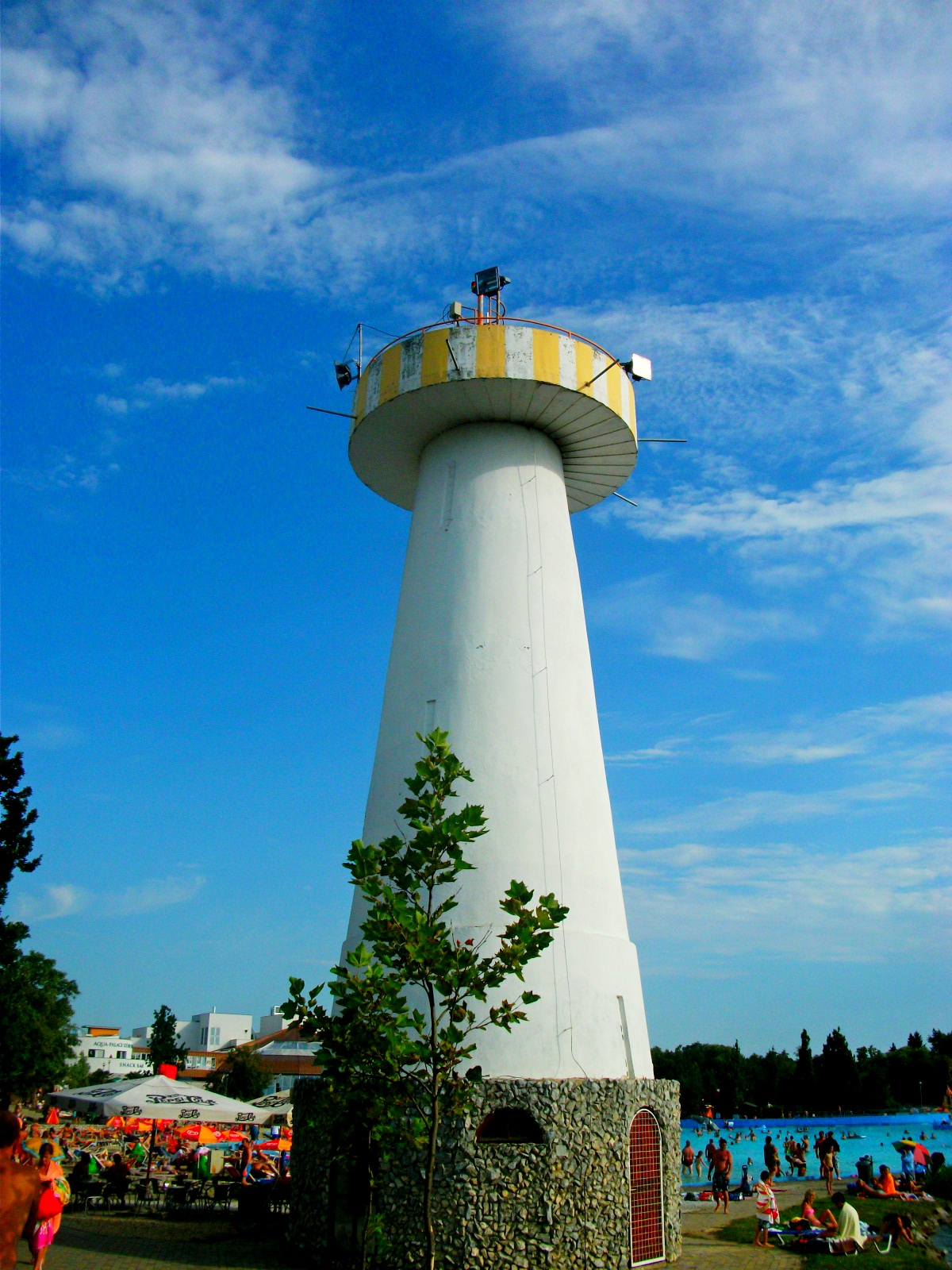
Világítótorony a mediterrán parton
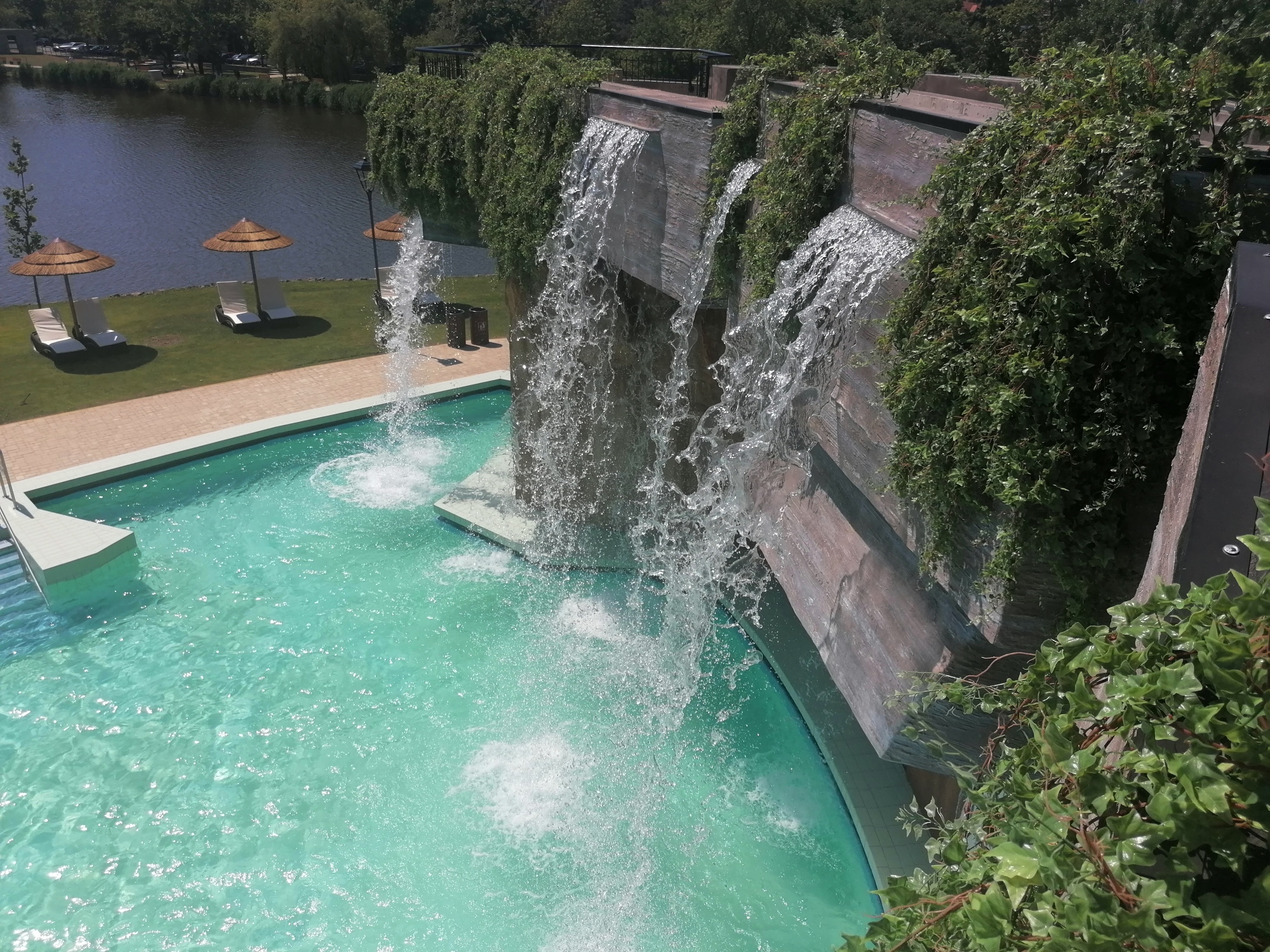
Prémium Zóna

## Külső hivatkozások
- A Fürdő hivatalos oldala